# Mỹ Linh
Đỗ Mỹ Linh (sinh ngày 19 tháng 8 năm 1975), thường được biết đến với nghệ danh Mỹ Linh, là một nữ ca sĩ, nhà viết ca từ và huấn luyện viên thanh nhạc người Việt Nam. Cô là một trong những nghệ sĩ nhạc Việt bán đĩa nhạc chạy nhất mọi thời đại, với doanh số hơn 2 triệu bản thu âm và được mệnh danh là "Nữ hoàng R&B Việt Nam". Mỹ Linh đã mở đường trong việc xây dựng một phong cách làm việc âm nhạc chuyên nghiệp ở Việt Nam khi có riêng một êkíp và quá trình thực hiện album đều được sản xuất thống nhất. Cô đã dành được nhiều giải thưởng trong suốt sự nghiệp bao gồm bốn giải Cống hiến, một giải Mai Vàng và hai giải thành tựu từ Làn Sóng Xanh và tạp chí Đẹp. Với những đóng góp và sức ảnh hưởng lớn trong âm nhạc, cô được công nhận rộng rãi là một trong bốn Diva Việt Nam.
Trong suốt sự nghiệp của mình, Mỹ Linh đã phát hành 15 album phòng thu. Trong đó album Tóc ngắn (1998) đánh dấu sản phẩm đầu tiên cô hợp tác với ban nhạc Anh Em đã trở thành một cú hích mạnh với thị trường nhạc nhẹ. Thành công của album đã mở ra trào lưu thực hiện phần hòa âm bằng máy tính ở Việt Nam. Album đã trở thành một trong những album nhạc Việt bán chạy nhất mọi thời đại, và sản sinh ra nhiều bản hit như "Hương ngọc lan", "Chuyện tình" và "Trưa vắng". "Tóc ngắn" đã mở ra hiện tượng văn hóa "Tóc Mỹ Linh", khi phần lớn các cô gái lúc bấy giờ đều ưa chuộng kiểu tóc ngắn và phong cách ăn mặc của cô. Trong giai đoạn cuối năm 1998 tới năm 2000, việc các bậc phụ huynh đặt tên con gái là "Mỹ Linh" cũng đã trở thành xu hướng lúc bấy giờ.
Trong thế kỉ 21, Mỹ Linh tiếp tục gặt hái thành công với các album Vẫn mãi mong chờ (2000), Made in Vietnam (2003), Chat với Mozart (2005), Để tình yêu hát (2006) và Tóc ngắn Acoustic: Một ngày (2011). Mỹ Linh cũng dành được thành tích lớn tại Nhật Bản, khi album "Made in Vietnam" đạt vị trí số một trên bảng xếp hạng "Album của tháng" tại nơi này vào năm 2007. Album Chat với Mozart và Tóc ngắn Acoustic: Một ngày đều thắng giải Cống hiến ở hạng mục Album của năm. Năm 2003, cô trở thành giọng ca người Việt đầu tiên nhận được lời đề nghị kí hợp đồng thu âm từ hai công ty giải trí của Mỹ là Blue Tiger và Maximus Studios. Sở hữu nhiều bài hát về mùa xuân thành công, đặc biệt là "Thì thầm mùa xuân" và "Khúc giao mùa", các phương tiện truyền thông cũng thường gọi Mỹ Linh là "Nữ hoàng nhạc xuân".
Nửa sau của thập niên 2010, Mỹ Linh tích cực tham gia các chương trình truyền hình và giảng dạy. Năm 2014, cô và ban nhạc Anh Em đã thành lập trung tâm đào tạo âm nhạc Young Beat School of Music. Mỹ Linh đã tham gia với tư cách là giám khảo của nhiều chương trình, bao gồm: Sao Mai điểm hẹn, Gương mặt thân quen, Giọng hát Việt, Ban nhạc Việt, Biệt tài tí hon và Sàn chiến giọng hát. Năm 2020–2021, cô cho ra mắt một khóa học trực tuyến, dự án này sau đó đã thu hút nhiều học viên. Năm 2023, cô tham gia chương trình Chị đẹp đạp gió rẽ sóng và giành suất thành đoàn chung cuộc.

## Cuộc đời và sự nghiệp

### 1975-1997: Những năm thiếu thời và khởi đầu sự nghiệp
Mỹ Linh sinh ra trong một gia đình công nhân ở Hà Nội có ba anh em. Bố cô trước kia là giáo viên dạy văn sau chuyển thành công nhân, thầu xây dựng, ông mất năm 2007 sau một năm bạo bệnh. Mẹ cô là công nhân Xí nghiệp Dược phẩm TW2. Anh trai là kỹ sư về đầu máy diesel. Em gái tên Đỗ Mỹ Dung tốt nghiệp bằng giỏi khoa Thương mại quốc tế, Đại học Thương mại, và là chủ sở hữu của một chuỗi khách sạn nhỏ tại Hà Nội.
Mỹ Linh học cấp 1 và cấp 2 (từ lớp 1 đến lớp 8) tại trường Phổ thông cơ sở Trưng Nhị và học cấp 3 tại trường Phổ thông trung học Bạch Mai, quận Hai Bà Trưng, thành phố Hà Nội. Trong 12 năm, cô luôn làm quản ca của lớp và của trường nơi mình học. Khi còn đi học Mỹ Linh học tương đối khá đã từng 2 lần được đi dự Đại hội học sinh giỏi Thủ đô, được Thủ tướng khen thưởng. Cô đặc biệt có năng khiếu các môn xã hội như: Văn, Sử và Nhạc.
Năm 1991, Mỹ Linh dự thi Giọng hát hay Phổ thông trung học toàn quốc lần thứ 2 với ca khúc "Thầy cô và mái trường" của nhạc sĩ Duy Quang. Cuối buổi thi, nhạc sĩ đã trò chuyện gợi ý cô thi vào Nhạc viên và mời cô vào nhóm nhạc nữ sinh Tóc Mây. Năm 1993, cô thi đỗ thủ khoa Thanh nhạc Nhạc viện Hà Nội và bắt đầu học tập ở đó 4 năm từ 1993 đến năm 1997, người thầy dạy hát đầu tiên của Mỹ Linh là giảng viên Diệu Thúy.
Tháng 10 năm 1993, Mỹ Linh cùng ban nhạc Hoa Sữa tham gia Liên hoan các ban nhạc nhẹ toàn quốc tại Đà Nẵng và đoạt giải nhì cùng với giải "Ca sĩ trẻ gây ấn tượng nhất liên hoan" với bài "Thì thầm mùa xuân" (của nhạc sĩ Ngọc Châu). Sau cuộc thi đó, cô bắt đầu sự nghiệp ca hát chuyên nghiệp và "Thì thầm mùa xuân" cũng trở thành hit đầu tiên của cô. Năm 1994, Mỹ Linh là một trong 2 gương mặt được lựa chọn để tham dự cuộc thi Giọng hát trẻ châu Á tại Bắc Kinh – Trung Quốc. Sau đó Mỹ Linh tiếp tục thành công với "Chị tôi" (Nhạc: Trọng Đài, thơ: Đoàn Thị Tảo), "Trên đỉnh Phù Vân" (Phó Đức Phương) và "Hà Nội đêm trở gió" (Trọng Đài) vào năm 1997.
Cùng năm, Mỹ Linh tốt nghiệp hệ trung cấp, khoa Thanh nhạc Nhạc viện Hà Nội. Cô được hãng phim Phương Nam thực hiện cuốn băng VHS mang tên "Tiếng hát Mỹ Linh" do nhạc sĩ Trịnh Công Sơn biên tập và sau này được chuyển sang định dạng VCD, VCD karaoke và DVD.

### 1998-2002: Thành công vớiTóc ngắnvàVẫn mãi mong chờ
Năm 1998, Mỹ Linh lập gia đình với nhạc sĩ Anh Quân. Đó là sự chuyển đổi quan trọng trong đời sống riêng và trong phong cách riêng của cô. Mỹ Linh bắt đầu học và hát nhạc Soul và Funk. Album thành công nhất của Mỹ Linh thời gian này là Tóc ngắn. Đây là album đánh dấu sự phát triển mạnh mẽ của hiện tượng "Hâm mộ Mỹ Linh" ở toàn quốc.
Đầu năm 1998, thành công ngoài mong đợi của Tóc ngắn cũng góp phần xây đắp thêm vững chắc tên tuổi của các nhạc sĩ Anh Quân, Huy Tuấn và Dương Thụ. Album này đã đánh dấu cột mốc tiên phong cho dòng nhạc R&B tại Việt Nam. Mỹ Linh cũng đi đầu trong việc xây dựng ekip làm việc chuyên nghiệp.
Trước khi album được chính thức phát hành, ban nhạc và ê-kíp của Mỹ Linh có thực hiện vài chương trình biểu diễn, song phản ứng nhìn chung là tiêu cực. Trong một bài phỏng vấn, nhạc sĩ Anh Quân nhớ lại: "(Sự nghiệp Mỹ Linh)... trầm nhất là lần đầu Linh kết hợp với tôi và ban nhạc trong tour diễn đầu tiên. Khi đó chúng tôi áp dụng cách phối khí mới, làm mới ca khúc cũ của cô ấy nên rất ít người chấp nhận điều mới mẻ ấy. Nhiều người nói Linh không hát được thứ nhạc này, thế này là sai lầm nên tương đối là... lung lay. Mà lung lay cũng phải vì khi đó cô ấy còn quá trẻ. Mới 23-24 tuổi, tự nhiên bị nói nhiều, chưa đủ bản lĩnh để đối mặt với những dư luận như vậy."
Với quan điểm châu Âu của hai nhạc sĩ trẻ Anh Quân - Huy Tuấn, album mới được yêu cầu thực hiện theo những nguyên tắc cơ bản của âm nhạc chuyên nghiệp: CD nhạc có ngôn ngữ, phong cách riêng, những tour diễn mang tên ca sĩ và ban nhạc. Họ đã phải tận tâm tự đi tìm những nghệ sĩ cộng tác và xây dựng ê-kíp của riêng mình.
Cũng trong năm 1998, Mỹ Linh thực hiện tour biểu diễn xuyên Việt đầu tiên mang tên "Tiếng Hát Mỹ Linh" đã rất thành công tại Hà Nội, Đà Nẵng và Thành phố Hồ Chí Minh. Cũng trong năm này, cô tham gia giải Làn Sóng Xanh với bài hát "Một mình" của nhạc sĩ Thanh Tùng.
Tour xuyên việt thứ hai năm 1999 có tên "Mỹ Linh và anh em" đã diễn ra tại Hà Nội, Quảng Ninh, Đà Nẵng, Thành phố Hồ Chí Minh, Vũng Tàu, Nha Trang và Hải Phòng. Sau hai tour diễn dài hơi, Mỹ Linh nghỉ một thời gian để chuẩn bị cho album tiếp theo: Vẫn mãi mong chờ ra đời vào tháng 4 năm 2000.
"Vẫn mãi mong chờ" là sản phẩm tiếp nối thành công từ album "Tóc Ngắn". Ngoài ban nhạc Anh Em, nhạc sĩ Dương Thụ tiếp tục tham gia vào ê-kíp khi viết lời cho hầu hết các ca khúc. Bài hát "Mùa đông sẽ qua" được Mỹ Linh chọn tham dự VTV Bài hát tôi yêu mùa đầu tiên (2002). Video clip được quay tại sân thượng của Khách sạn Melia Hà Nội. Ca khúc "Con của mẹ" được nhạc sĩ Anh Quân viết tặng riêng cho người vợ của mình – ca sĩ Mỹ Linh – và Mỹ Anh con gái sắp chào đời của họ. "Khúc giao mùa" là một trong những ca khúc nổi tiếng nhất album, đồng thời cũng là một trong số những ca khúc đánh dấu sự xuất hiện của ca sĩ trẻ Minh Quân. "Khúc giao mùa" còn được Mỹ Linh biểu diễn cùng Thu Minh trong chương trình Chào xuân 2007 trên sóng HTV7 và do nhãn hàng Olay tài trợ đã trở thành viral và cộng đồng mạng đặt tên là "Khúc giao tranh". Năm 2023, "Khúc giao mùa" được cô cùng Minh thực hiện một phiên bản làm lại trong album Đại nhạc hội Gala Nhạc Việt số 17.

### 2003-2006:Made in Vietnam,Chat với MozartvàĐể tình yêu hát
Năm 2003, Mỹ Linh phát hành album Made in Vietnam. Đây là album đầu tiên đánh dấu sự hợp tác giữa ekip người Việt và ekip người nước ngoài (Blue Tiger Records). Lần này cô vẫn quyết định chọn theo đuổi dòng nhạc R&B, nhưng chủ đề lại thay đổi khi có nhiều những ca khúc hoài niệm "với những giấc mơ xưa, những ký ức đẹp, khó quên về cuộc sống bình dị hàng ngày". Được chuẩn bị suốt 3 năm, album này bao gồm 11 bài hát của các nhạc sĩ Dương Thụ, Bảo Chấn, Huy Tuấn, Anh Quân và Hồng Kiên.
Ekip của Mỹ Linh trong sản phẩm này đã tìm tới cách làm chuyên nghiệp hơn, khi sử dụng một công ty để tiến hành tiếp thị và quảng bá ngay từ trước khi album phát hành. Đầu tư ra sản phẩm, nhóm thực hiện còn bận lòng với việc xây dựng và duy trì trang web riêng của Mỹ Linh. Họ còn đầu tư cho ca sĩ một logo riêng, logo ấy có mặt trong các sản phẩm của cô trong các quà tặng trang nhã, lịch sự dành cho những người hâm mộ. Những nón, áo thun, lọ sứ, decal... được thực hiện như những gì không thể thiếu bên cạnh một tiếng hát chuyên nghiệp. Ca khúc "Em mơ về anh" trích từ album này đã được cô mang đi tham gia dự thi chương trình VTV Bài hát tôi yêu và được 2 nghệ sĩ là Vân Dung và Công Lý thể hiện trong Gala cười năm 2005. Cô cũng dành được thành tích lớn tại Nhật Bản, khi phiên bản tái phát hành album "Made in Vietnam" đạt vị trí số một trên bảng xếp hạng "Album của tháng" tại nơi này vào năm 2007. Đến nay album đã bán được hơn 100 nghìn bản và là một trong những album bán chạy nhất lịch sử nhạc Việt.
Năm 2005, Mỹ Linh cùng Thanh Lam song ca với ca khúc "Mùa xuân ơi" trong chương trình Gặp nhau cuối năm dịp Tết Nguyên đán trên sóng VTV. Cô tiếp tục gây bất ngờ bằng album Chat với Mozart. Đây là một sự sáng tạo mới mẻ của cô và nhạc sĩ Dương Thụ khi phổ lời Việt cho các ca khúc cổ điển nổi tiếng của thế giới như "Hồ thiên nga", "Ave Maria",... Các ca khúc này cũng được làm mới lại trên nền hòa âm mang đậm chất R&B hiện đại. Phần hòa âm được hai nhạc sĩ Anh Quân và Huy Tuấn phụ trách. Album cũng mời tới sự cộng tác của các nghệ sĩ trẻ hát thính phòng hàng đầu Việt Nam như Trọng Tấn, Khánh Linh, Mạnh Dũng để hát bè cũng như cố vấn chuyên môn cho các ca khúc. Cái tên "Chat với Mozart" là do nhạc sĩ Huy Tuấn nghĩ ra, Mỹ Linh nói: "Nhắc tới Mozart thì ai cũng biết Mozart ở đây là biểu trưng của một dòng nhạc từng làm chủ cả thế giới chứ không chỉ mang ý nghĩa về tác giả - tác phẩm. [..] (Công chúng trẻ) sẽ nghe nhạc cổ điển qua những phong cách âm nhạc đương đại như R&B, jazz, funk... mà chúng tôi đã thể hiện trong loạt album Tóc ngắn, Made in Vietnam. Tên album là Chat với Mozart, nhưng tôi nghĩ chúng tôi đang chat với cả một thế hệ người nghe nhạc mới đấy."
Mỹ Linh cùng từng tham gia đóng phim, cô góp mặt trong bộ phim 39 độ yêu vai nữ ca sĩ cùng với Hồ Ngọc Hà  bộ phim được ra mắt năm 2005.
Chat với Mozart là album thành công về mặt thương mại cũng như chuyên môn của Mỹ Linh. Dù vướng phải vụ kiện về quyền tác giả với luật sư Cù Huy Hà Vũ, album vẫn có được những đánh giá rất tích cực từ công chúng và các nhà phê bình. Tại Giải thưởng Âm nhạc Cống hiến lần thứ nhất năm 2005, Chat với Mozart được vinh dự trao tặng giải "Album của năm".
Năm 2006, khi dư âm của Chat với Mozart chưa kịp lắng, Mỹ Linh tiếp tục phát hành Để tình yêu hát nhân dịp lễ Valentine. Album với chất nhạc quen thuộc của cô cùng những bài tình ca nhẹ nhàng như "Những giấc mơ dài" và "Để Mãi Được Gần Anh" đã gây được cảm tình trong lòng khán giả. Vừa phát hành album, Mỹ Linh tiếp thực hiện show diễn "Mỹ Linh tour 06" tại Cung Văn hóa Hữu nghị Việt Xô, Hà Nội và được Hãng phim Trẻ phát hành DVD ngay sau đó. Đây là một liveshow được dàn dựng công phu, đánh giá bước tiến mới trên con đường nghệ thuật của cô. Cuối năm, cô được bình chọn là Ca sĩ của năm của Giải thưởng Cống Hiến do báo Thể thao và Văn Hóa tổ chức.
Cũng trong năm này, Mỹ Linh tham gia chương trình Sao Mai điểm hẹn 06 của VTV với vai trò thành viên hội đồng giám khảo.

### 2007-2011: Quốc tế hoá vàTóc ngắn Acoustic: Một ngày

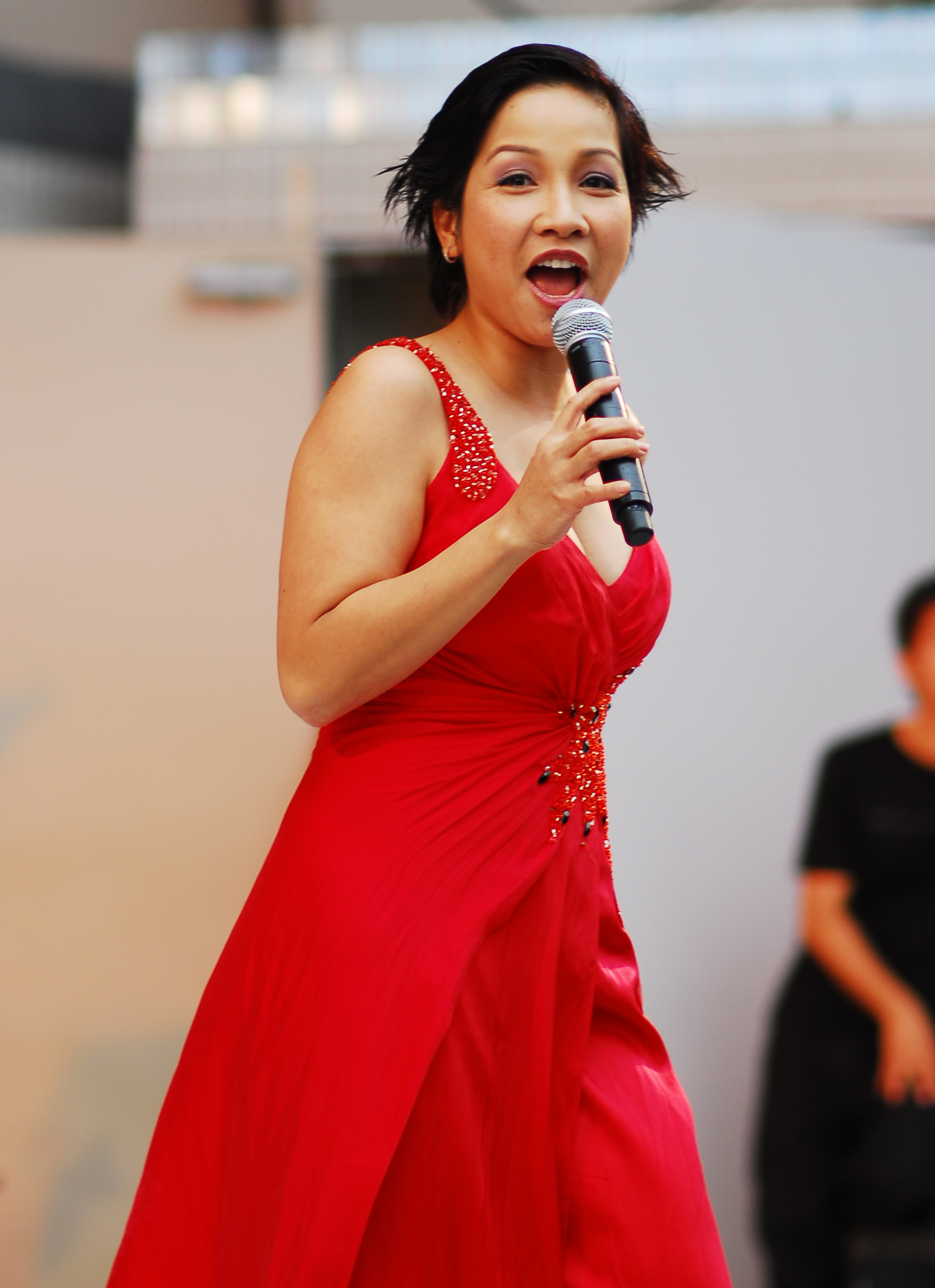
Mỹ Linh tại Nhật Bản vào năm 2008

Năm 2007, Mỹ Linh mở rộng thị trường âm nhạc của mình sang Nhật. Cô đã giới thiệu 3 album đã thành công của mình là Made in Vietnam, Chat với Mozart và Để tình yêu hát. Album Made in Vietnam đã được bình chọn là album của tháng tại Nhật Bản.
Sau 5 năm kể từ khi phát hành album Để tình yêu hát, năm 2011, Mỹ Linh trở lại với sản phẩm âm nhạc mới: Tóc ngắn Acoustic - Một ngày được ấp ủ và thực hiện trong suốt 3 năm. Trong Tóc ngắn Acoustic - Một ngày, khán giả được khám phá Mỹ Linh ở vai trò mới - người viết lời ca khúc. Bảy trong số mười bài hát trong album được cô viết lời từ chính những tình cảm, cảm xúc đã trải qua. Với chất lượng âm thanh cao, Tóc ngắn Acoustic - Một ngày đã được phát hành dưới dạng đĩa than cùng ấn bản CD. Mỹ Linh cho biết, đĩa than được sản xuất với số lượng nhỏ (500 bản), để dành cho đối tượng khán giả "chơi" âm thanh, cộng đồng audiophile Việt. "Từ trước đến giờ, họ chỉ mới được nghe đĩa than của các nghệ sĩ nước ngoài mà ít có đĩa của nghệ sĩ Việt Nam. Tôi muốn mang đến thêm sự lựa chọn cho khán giả" - Mỹ Linh cho biết. Không chỉ phát hành tại Việt Nam, Tóc ngắn Acoustic - Một ngày sẽ đến với thị trường nước ngoài qua trang mạng Amazon.com, iTunes.
Nhạc sĩ Anh Quân và ban nhạc Anh Em chính là những người đề xuất ý tưởng thực hiện album mới cho Mỹ Linh "bằng micro chứ không phải bằng máy tính". Nếu như Tóc ngắn I và Tóc ngắn II nói về tình yêu và tuổi trẻ, Made in Vietnam là những ký ức về tuổi thơ còn Để tình yêu hát là những ca từ về tình yêu của một người từng trải, chủ đề chính của Một ngày lại là những ca khúc nói về gia đình. Chủ đề này lấy từ bước ngoặt từ chính cuộc sống của gia đình Mỹ Linh– Anh Quân: năm 2009, họ cùng chuyển nhà tới Sóc Sơn, ngoại thành Hà Nội – trụ sở của Anh Em Studio và AE Records. Đây là một sự thay đổi lớn đối với cô về suy nghĩ, công việc và phong cách sống, đem tới cho cô một thế giới quan vô cùng mới mẻ: Mỹ Linh thậm chí còn biết chữa cúm cho đàn gà, biết tự tay trồng một vườn hoa và rau sạch.
R&B kết hợp cùng soul và jazz tiếp tục là những phong cách mà Mỹ Linh theo đuổi. Khi đề cập tới việc khán giả chờ đợi những điều mới ở album này, cô cho rằng mình tiếp tục "đào sâu chứ không hẳn là cứ thay đổi phong cách liên tục" vì điều đó "không thể coi là chuyên nghiệp".
Tất cả ê-kíp cùng thu âm tại phòng thu của ban nhạc Anh Em. Tay trống Quốc Bình cùng với nhạc sĩ Anh Quân đã phải mất tới vài buổi chỉ để thực hiện mỗi công việc căn chỉnh, căng mặt trống, thu thử để tìm ra được âm sắc thích hợp cho từng ca khúc trong album, việc mà với một người làm phối âm trên máy tính chỉ thực hiện trong 10 phút. Phần chọn lọc âm thanh cũng như sắp đặt micro cũng vô cùng cầu kỳ, "dù chỉ là nhạc cụ tham gia một vài nốt, cho đến những nhạc cụ chủ đạo tham gia cả một album".
Trong Một ngày, ngoài ê kíp thực hiện là ban nhạc Anh Em, Mỹ Linh còn mời nhóm M4U tới cộng tác trong ca khúc "Nhớ mưa" của Huy Tuấn. Album còn có sự tham gia của 2 cô con gái Anna và Mỹ Anh. "Mỹ Anh thu nhanh hơn Mỹ Linh gấp 10 lần. Bài "Cơn bão" song ca cùng mẹ, Mỹ Anh thu chỉ trong 2-3 tiếng", nhạc sĩ Anh Quân chia sẻ. Nhạc sĩ Hoài Sa cũng được ê-kíp mời tới cộng tác trong vai trò hỗ trợ hòa âm. Ngoài Anh Quân và Huy Tuấn, album còn có sự đóng góp sáng tác của saxophone Hồng Kiên với ca khúc quan trọng "Cơn bão". Dàn dây được nhạc sĩ Anh Quân mời từ Nhạc viện Hà Nội. Ngoài AE Records, Viettel Telecom cũng tham gia vào quá trình sản xuất album. Phần chỉnh âm được thực hiện một phần ở Mỹ với chuyên gia tới từ Hollywood, Doug Sax. Ông cũng là người hoàn thiện quá trình ghi âm cho album dưới dạng đĩa than.
Tại Giải Cống hiến 2011, Một ngày vinh dự nhận giải thưởng "Album của năm" còn nhạc sĩ Anh Quân nhận giải "Nhạc sĩ của năm". Dịp Tết Nguyên đán 2011, Mỹ Linh tham gia Táo Quân của VTV với tư cách khách mời và thể hiện ca khúc Mùa xuân đầu tiên do nhạc sĩ Văn Cao sáng tác.

### 2012-2017: Mỹ Linh in the Spotlight – Và em sẽ hát, Giọng hát Việt,Gương mặt thân quen
Tháng 4 và tháng 5 năm 2012, Mỹ Linh cùng Công ty Quảng cáo và Giải trí Mỹ Thanh thực hiện chương trình live show xuyên Việt mang tên Mỹ Linh in the Spotlight – Và em sẽ hát. Chương trình là một câu chuyện được viết bằng âm nhạc, khắc họa con đường hoạt động nghệ thuật 20 năm của cô. Chương trình được dàn dựng công phu bởi nhạc sĩ Hồng Kiên, với sự tham gia của ban nhạc Anh Em, ca sĩ khách mời là ca sĩ Im Tae Kyung của Hàn Quốc và Tuấn Ngọc.
Năm 2013, Mỹ Linh thử sức với một thử thách mới trong vai trò là huấn luyện viên trong cuộc thi Giọng hát Việt mùa thứ 2. Bên cạnh đó cô còn làm giám khảo của chương trình giải trí Gương mặt thân quen trong năm mùa đầu tiên, và mùa thứ 8.
Năm 2014, Mỹ Linh nhận được ba đề cử của Giải thưởng Âm nhạc Quốc tế ở các hạng mục: "Nữ nghệ sĩ xuất sắc nhất thế giới", "Nghệ sĩ trình diễn live xuất sắc nhất" và "Nghệ sĩ giải trí của năm".

### 2018-nay:Chat với Mozart IIvàChị đẹp đạp gió rẽ sóng
Mỹ Linh phát hành album Chat với Mozart II vào ngày 18 tháng 1 năm 2018. Đây là album phòng thu thứ 14 của cô và được phát hành với vai trò phần tiếp theo của Chat với Mozart (2005). So với 13 năm trước, "Chat với Mozart 2" mang màu sắc tươi mới hơn. Vẫn là những giai điệu trong kho tàng âm nhạc cổ điển thừa hưởng từ các bậc tiền nhân, nhưng lần này, Mỹ Linh và ê-kíp mang cả Jazz Blue vào để đưa chất liệu âm nhạc gần gũi hơn với người Việt.

Ban đầu nhạc sĩ Dương Thụ vẫn tiếp tục được lựa chọn để soạn lời cho toàn bộ ca khúc. Nhưng do bận việc và lời khuyên "Cháu cứ thử đi". Nên Mỹ Linh đã thử viết ca khúc đầu tiên gửi cho Thụ, Quân, Tuấn. Mọi người khen và khuyên nên viết tiếp.
"Khi ngồi viết, những hình ảnh gắn liền với đồng quê Bắc Bộ cứ hiện lên trong đầu tôi, những hình ảnh Tết truyền thống cứ nhắc nhớ tôi về một thời thơ ấu tươi đẹp. Và cả hình ảnh Anna nữa. Tôi viết lời ca khúc này như để danh tặng cho chính mình với những kí ức đẹp đẽ về một thời đã qua của lứa tuổi tôi, dành tặng con gái tôi với những cái Tết tha hương đã và sẽ đón. Và tặng cả những ai đang mong ngóng Tết sẽ được quay về để sum họp đầm ấm cùng gia đình bên nồi bánh chưng, bên mâm cỗ Giao thừa, bên bàn trà ngày mùng 1".

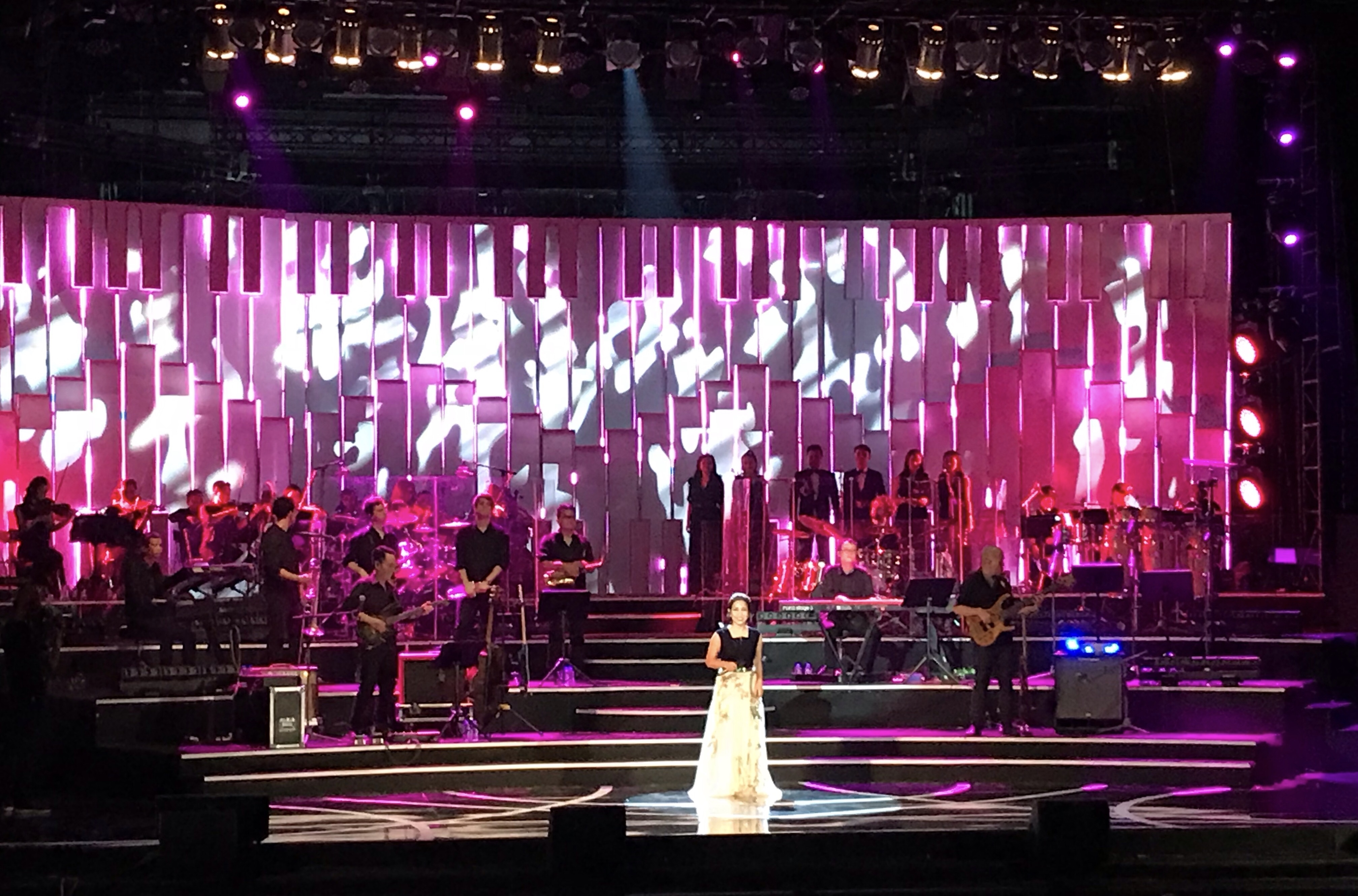
Sân khấu của Mỹ Linh Tour 2018 – Thời gian.

Chuyến lưu diễn quảng bá cho album Mỹ Linh Tour 2018 – Thời gian được cô bắt đầu vào ngày 11 tháng 8. Tour diễn bao gồm các thể loại classical crossover, pop, hip hop, R&B, opera với chủ đề "Bài ca tự do". Khởi động tại Cung Văn hóa Hữu nghị Việt Xô, Hà Nội vào ngày 11 tháng 8 năm 2018, chuyến lưu diễn được tổ chức lại và có buổi trình diễn ở Đà Nẵng tại Nhà hát Trưng Vương vài ngày sau đó vào ngày 15 tháng 8 trước khi kết thúc vào ngày 18 tháng 8 cùng năm tại Nhà hát Hòa Bình, Thành phố Hồ Chí Minh. Đây là chuyến lưu diễn có quy mô lớn nhất trong sự nghiệp của Mỹ Linh, và còn giúp cô trở thành nữ ca sĩ Việt Nam duy nhất thực hiện được bốn tour diễn cá nhân xuyên Việt tính đến nay.
Mỹ Linh Tour 2018 – Thời gian đa phần nhận được những đánh giá tích cực từ các nhà báo. Tại Giải thưởng Âm nhạc Cống hiến lần thứ 14, chuyến lưu diễn được tôn vinh tại một đề cử ở hạng mục "Chương trình của năm".
Bộ phim tư liệu với tựa đề The Making of Mỹ Linh Tour 2018, bao gồm 5 tập ghi hình quá trình thực hiện chuyến lưu diễn, tập đầu tiên "Gặp gỡ" được cô đăng tải chính thức trên YouTube ngày 19 tháng 5 năm 2018. Buổi biểu diễn vào ngày 11 tháng 8 năm 2018 đã được ghi hình cho DVD Mỹ Linh Tour 2018 – Thời gian và được phát hành vào năm 2019.

### Giảng dạy
Mỹ Linh nối gót theo cô giáo thanh nhạc Diệu Thúy trong lĩnh vực giảng dạy. Nữ ca sĩ vẫn có giờ dạy học sinh ở trường âm nhạc Young Beat - nơi Mỹ Linh và các cộng sự đã thành lập năm 2015.
"[...] những câu hỏi, những trăn trở suy tư mong muốn được giải đáp về việc học thanh nhạc, về các kỹ thuật xử lý bài hát, hay những câu hỏi ngô nghê và đáng yêu của những người bạn ở những nơi xa xôi không được tiếp cận với âm nhạc trong dòng chảy thời đại đã thôi thúc tôi phải làm điều gì đó để tạo nên khóa học VietVocal này."  Mỹ Linh chia sẻ.
Ca sĩ Mỹ Linh và ban nhạc Anh Em thành lập trường nhạc của riêng mình vào năm 2015. Young Hit Young Beat là chuỗi dự án âm nhạc bao gồm các hoạt động sản xuất âm nhạc, tổ chức liveshow cho đến đào tạo và phát triển tài năng âm nhạc do Anh Em Records (nhạc sĩ Vũ Văn Hà, Huy Tuấn, Anh Quân, Quốc Bình) cùng ca sĩ Mỹ Linh khởi xướng và được hưởng ứng bởi nhiều nghệ sĩ khác với mục đích tạo lập một không gian dung dưỡng và phát triển các nhạc sĩ và ca sĩ trẻ. Young Hit Young Beat đã gây tiếng vang lớn kể từ khi ra mắt với nhiều sản phẩm cho các ca sĩ trẻ như Hoàng Tôn, Bùi Anh Tuấn, Vũ Cát Tường, Nhật Thủy, Đinh Mạnh Ninh, Bích Phương, Trung Quân, Anna Trương, Min, Hà Minh Tiến... Young Hit Young Beat cũng khởi động dự án đào tạo thông qua Trại hè âm nhạc (Music Summer Camp) từ năm 2014–2022.

## Phong cách nghệ thuật
Mỹ Linh được vinh danh là "Nữ hoàng R&B Việt Nam" vì là người tiên phong và phổ biến cho dòng nhạc R&B tại Việt Nam. Mỹ Linh cũng được mệnh danh là "Nữ hoàng nhạc xuân" nhờ sở hữu nhiều bài hát tiêu biểu về mùa xuân như "Khúc Giao mùa", "Hoa cỏ Mùa Xuân", "Lắng nghe mùa Xuân Về", "Thì Thầm Mùa Xuân", "Phút giao Thừa lặng Lẽ", "Mưa Xuân", "Để tình yêu hát" và "Biết".
Sở hữu giọng hát thuộc loại giọng nữ trung cận cao với hơn 3 quãng 8, Mỹ Linh đã được khán giả xem là một diva của nhạc Việt, cùng với Thanh Lam, Hồng Nhung và Hà Trần. Tuy nhiên, bản thân cô lại khá khiêm tốn khi nhắc đến danh hiệu Diva: "Tôi chưa bao giờ nghĩ mình là Diva. Nó chỉ là danh hiệu cho vui thôi. Tôi muốn được gọi là ca sĩ Mỹ Linh hơn".

Nhạc sĩ Bảo Chấn từng chia sẻ với nhà báo Chu Minh Vũ:
"Nói về chất giọng, trong Mỹ Linh tồn tại hai khuynh hướng. Cái ít người nhìn thấy ở Linh là một giọng hát có học, vốn liếng thanh nhạc rất cao không thua gì cỡ Thanh Lam đâu. Nhưng trong giọng hát thì cô ấy thường chọn một cách rất cảm xúc. Thủa ban đầu, Linh không trưng trổ kỹ thuật song chính là nhờ cái vốn liếng kỹ thuật ấy để phô diễn cái chất nồng nàn trong con người và gây cảm xúc cho người nghe một cách rõ ràng". 
Nhiều nhạc sĩ từng nhận định Mỹ Linh hát rất kĩ thuật và chau chuốt. Nhưng nếu rời bỏ toàn bộ kĩ thuật phức tạp đó, cô vẫn là một giọng ca tuyệt phẩm nhờ âm sắc đẹp và cách thổi hồn cảm xúc của mình. Với chất giọng này, bài hát dẫu hay hoặc dở, nhưng hễ vào tay cô, nếu không thành hit lớn thì cũng khiến người nghe phải xao xuyến. Nó giống như một loại gia vị thượng hạng, thêm nếm vào bất cứ món ăn nào cũng khiến chúng ngon hơn. Bảo Chấn đã dùng từ "kẻ đặt dấu chấm hết" để nói về khả năng này của cô:
"Mỹ Linh với giọng hát của mình giống như một kẻ có võ công rất thâm hậu nhưng lại ra chiêu rất bình thường, nhưng lại có công lực rất cao. Với những bài xã hội, hoặc rất xì tin chẳng hạn như "Trái tim không ngủ yên", Mỹ Linh như kẻ đặt dấu chấm hết. Không ai có thể hát vượt qua nổi hoặc chấp nhận chỉ là cái bóng của Linh mà thôi".
Nhạc sĩ Dương Thụ, người đã dẫn dắt Mỹ Linh trong những ngày đầu tiên của sự nghiệp đã ca ngợi khả năng trình diễn của cô. Ông chia sẻ: 
Mỹ Linh, một ca sĩ lên sân khấu có ma lực nhất. Đôi khi Linh hát vo không cần nhạc đệm cũng có thể làm khán giả say mê. Hát mãnh liệt và đầy cảm xúc. Mặc dù học khoa thanh nhạc nhưng Linh không mất đi chất giọng tự nhiên. Điều đáng khâm phục nhất của Linh là cô dám từ bỏ những ca khúc phổ thông để dấn thân vào con đường riêng của mình với phong cách Funk, R'nB, Soul, dù cô biết chắc đó là con đường chông gai hơn, khó khăn hơn. Mất đi một Mỹ Linh - Chị tôi, Mỹ Linh - Trên đỉnh Phù Vân... để có một Mỹ Linh hoàn toàn mới mẻ và khác lạ của Hương ngọc lan, Trưa vắng, Tóc ngắn. Điều này cũng có nghĩa là dám mất đi một lớp công chúng rộng rãi để thay vào đó một thế hệ fan mới, trẻ trung hơn và có gu nghe nhạc hơn.
Sau đó, Mỹ Linh bắt đầu bắt tay vào việc viết lời cho những ca khúc của cô và đã gặt hái được một số thành công nhất định.

### Phong cách âm nhạc

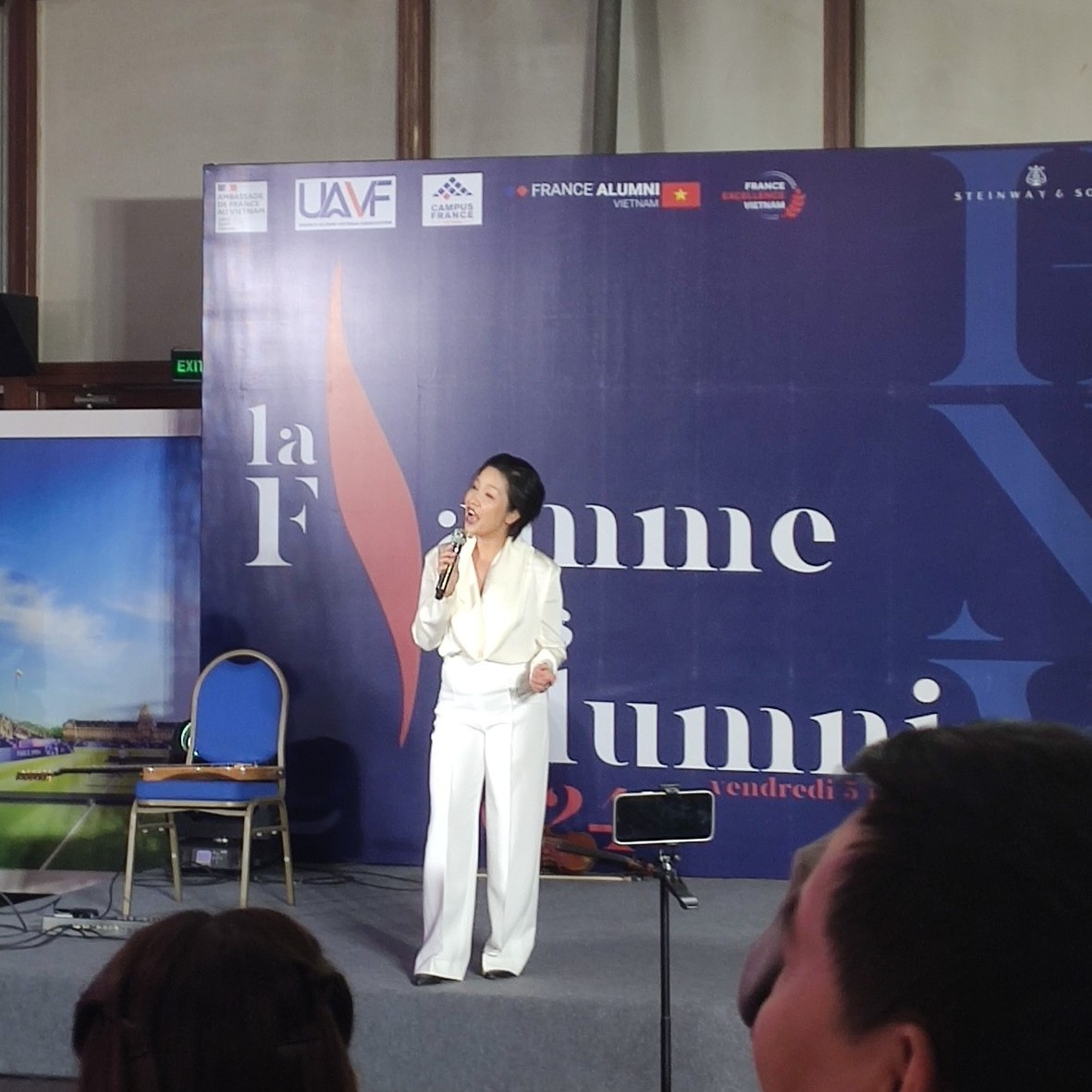
Ca sĩ Mỹ Linh trình diễn tại Hà Nội, năm 2024

Mỹ Linh có rất nhiều bài hát tiêu biểu. Một số album của Mỹ Linh còn là những bài đầu tiên ở một số dòng nhạc trước đó không thịnh hành ở Việt Nam như R&B, Funk, và Soul. Cô đã mở đường trong việc xây dựng một phong cách làm việc chuyên nghiệp ở nước ta khi có riêng một ê-kíp âm nhạc, mỗi album đều được thực hiện thống nhất từ ý tưởng đến hòa âm, phối khí và hình ảnh.  Mỹ Linh đã nhận được 4 giải Cống hiến, và hai giải Thành tựu tại Làn Sóng Xanh và Tạp chí Đẹp.

## Đời tư
Mỹ Linh lập gia đình năm 1998 cùng nhạc sĩ Anh Quân và có với nhau một trai và một gái. Con gái của cô, Trương Mỹ Anh, được xem là một trong những nghệ sĩ âm nhạc thuộc thế hệ Z nổi bật. Con trai Mỹ Linh, tên là Anh Duy sinh năm 1999, từng theo học tại Trường quốc tế Liên hợp quốc Hà Nội. Anh hiện đang du học và công tác tại Úc. Còn con riêng của nhạc sĩ Anh Quân, tên là Anna Trương (tức Trương Mỹ Hà) là nhà sản xuất nhạc và ca sĩ hoạt động tại Hoa Kỳ.

## Di sản và tầm ảnh hưởng

### Thành công trên thị trường quốc tế
Được mệnh danh là "Nữ hoàng R&B Việt Nam" và "Nữ hoàng nhạc xuân", cô được nhiều tác giả và nhà báo quốc tế công nhận là một trong những nữ nghệ sĩ có ảnh hưởng lớn và là một biểu tượng nhạc pop của Việt Nam. Năm 2014, Mỹ Linh nhận được ba đề cử của Giải thưởng Âm nhạc Quốc tế ở hạng mục "Nữ nghệ sĩ xuất sắc nhất", "Nghệ sĩ trình diễn live xuất sắc nhất" và "Nghệ sĩ giải trí của năm".
Mỹ Linh trở thành nữ ca sĩ Việt Nam đầu tiên nhận được lời đề nghị kí hợp đồng từ công ty giải trí ở Mỹ trong năm 2003. Các nhà sản xuất của Maximus Studios tại Central California đã từng thành thật bày tỏ sự ngưỡng mộ với mọi người về ấn tượng của họ khi lần đầu nghe ca sĩ Mỹ Linh hát.  Họ chia sẻ:
Mỹ Linh rất đặc biệt. Cô ấy có một chất giọng mạnh và đẹp. Khi cô ấy thu âm ở phòng thu của chúng tôi tại California, tất cả mọi người có mặt ở đó đều đã rất sửng sốt và thốt lên rằng thật tuyệt vời. Về một khía cạnh nào đó, giọng cô ấy có thể sánh ngang với Gloria Estefan và Celine Dion". Cũng từ lần thu âm ấn tượng ấy, chủ phòng thu McKenzie đã chia sẻ rằng ông có ý định giúp Mỹ Linh tham dự các show diễn và thậm chí là tour diễn cùng các nghệ sĩ Mỹ vì ông biết rằng với giọng hát thiên phú ấy, Mỹ Linh chắc chắn sẽ có một tương lai rộng mở tại đây. Không những vậy, phía McKenzie còn mong muốn đưa Mỹ Linh phát triển mạnh ở thị trường âm nhạc US-UK: từ album riêng đến các chiến dịch quảng cáo trên báo chí tại Mỹ. McKenzie chia sẻ: "Chúng tôi rất muốn giới thiệu Mỹ Linh như một hình ảnh mới về đất nước Việt Nam. Và người Mỹ nhất định sẽ quan tâm đến Mỹ Linh bởi vì cô ấy là một ca sĩ Việt Nam. Người Mỹ luôn có một tình cảm đặc biệt mỗi khi nghe đến đất nước này".
Cùng năm, Mỹ Linh và ban nhạc Anh Em kí kết hợp đồng ghi âm với hãng thu âm Blue Tiger để sản xuất album phòng thu "Made In Vietnam", mở ra cánh cửa bước vào làng công nghệ trình diễn quốc tế.
Năm 2007, Mỹ Linh đã phát hành lại ba album cũ của mình bao gồm Made in Vietnam (2003), Chat với Mozart (2005) và Để tình yêu hát (2006) với sự giúp đỡ từ hãng đĩa Pony Canyon tại Nhật Bản. Made in Vietnam sau đó đã được đài phát thanh Radio-I tại thành phố Nagoya, Aichi bầu chọn là album hay nhất của tháng.

### Hình tượng
Đến nay, cô vẫn là một trong những ca sĩ có sức ảnh hưởng và tiêu biểu với hiện tượng "Tóc Mỹ Linh", diễn ra vào thời điểm từ cuối năm 1998 cho đến năm 2000 đã trở thành một dấu ấn trong lịch sử nhạc nhẹ. Ở thời điểm đó, sức ảnh hưởng của Mỹ Linh đã vượt ra khỏi lĩnh vực âm nhạc, khi cô trở thành người tiên phong cho phong cách thời trang mang tên "Tóc ngắn". Nhiều cô gái trẻ đã bắt chước phong cách thời trang, đặc biệt là mái tóc mang tính biểu tượng của Mỹ Linh. Năm 1999, nhiều phụ huynh đặt tên con gái là Mỹ Linh vì "ngưỡng mộ nữ ca sĩ nổi tiếng" trở thành xu hướng.
Một số các ca sĩ cũng từng là học trò của cô như Hoàng Tôn, Dương Hoàng Yến, Hoàng Quyên, Nhật Thủy.
Các ca sĩ Đàm Vĩnh Hưng, Nguyên Thảo, Uyên Linh bày tỏ sự yêu thích trước giọng hát và tính cách của cô.

## Danh sách đĩa nhạc
Album phòng thu
- 10 tình khúc Bảo Phúc - Anh Thoa (1995)
- Vẫn hát lời tình yêu (1996)
- Xin mặt trời ngủ yên (1996)
- Cho một người tình xa (1996)
- Tiếng hát Mỹ Linh (1997)
- Mùa thu không trở lại (1998)
- Chiều xuân (1998)
- Còn mãi tìm nhau (1999)
- Tóc ngắn (1998)
- Tóc ngắn Vol. 2: Vẫn mãi mong chờ (2000)
- Made in Vietnam (2003)
- Chat với Mozart (2005)
- Để tình yêu hát (2006)
- Tóc ngắn Acoustic: Một ngày (2011)
- Chat với Mozart II (2018)

## Lưu diễn
- Tiếng hát Mỹ Linh (1998)
- Mỹ Linh và Anh Em (1999)
- Mỹ Linh Tour '06 (2006)
- Mỹ Linh Tour 2018 – Thời gian (2018)